# Jae Kingi
Jae Monique Kingi, coniugata Cross (Wellington, 20 gennaio 1976), è un'ex cestista e allenatrice di pallacanestro australiana, professionista nella WNBA.

## Carriera
È stata selezionata dalle Detroit Shock al secondo giro del Draft WNBA 2001 (22ª scelta assoluta).
Con l'Australia ha disputato i Campionati mondiali del 2002 e i Campionati oceaniani del 2005.